# Arystobul z Paneas
Arystobul z Paneas (poł. II wieku p.n.e.) – hellenistyczny filozof żydowski tworzący w języku greckim, działający na dworze Lagidów w Aleksandrii.
Tworzył na dworze Ptolemeusza VI Filometora, któremu zadedykował swoje dzieło, mające formę apologii judaizmu skierowanej do Hellenów. Według późniejszej tradycji miał być potomkiem rodu kapłańskiego i nauczycielem młodego króla. Z pracy Arystobula zachowały się jedynie fragmenty, cytowane w pismach Klemensa Aleksandryjskiego i Euzebiusza z Cezarei. Arystobul dowodził w niej starożytności religii żydowskiej, powołując się na rzekome cytaty z twórczości Linosa, Homera i Hezjoda. Twierdził, że cała myśl grecka ma swoje korzenie w judaizmie, a Orfeusz, Pitagoras, Sokrates i Platon korzystali z pism Mojżesza. Komentując wydarzenia opisane w Pięcioksięgu, m.in. opis siedmiu dni stworzenia świata czy zantropomorfizowane opisy działania Jahwe, posługiwał się alegoryczną metodą interpretacji tekstu.